# Конвой №4120
Конвой № 4120 — японський конвой часів Другої світової війни, проведення якого відбувалось у листопаді 1943-го.
Вихідним пунктом конвою був атол Трук у центральній частині Каролінських островів, де ще до війни створили потужну базу японського ВМФ, з якої до лютого 1944-го провадились операції у цілому ряді архіпелагів. Пунктом призначення став розташований у Токійській затоці порт Йокосука, що під час війни був обраний як базовий для логістики Труку.
До складу конвою увійшли судна «Мітакесан-Мару» та «Чоко-Мару №2 Го», при цьому останнє саме тривалий час займалось ескортуванням і лише за півтора місяця до того перекласифіковане у транспорт із допоміжного канонерського човна (існують відомості, що на першій ділянці переходу ескорт забезпечував тральщик W-28, втім, за іншими даними цей корабель полишив Трук на дві доби раніше за конвой № 4120).
Загін вийшов у море 20 листопада 1943-го. Його маршрут пролягав через кілька традиційних районів патрулювання американських підводних човнів, які зазвичай діяли на підходах до Труку, біля Маріанських островів (тут конвой побував 24—25 листопада на Сайпані), островів Огасавара та поблизу східного узбережжя Японського архіпелагу. Втім, у підсумку проходження конвою № 4120 відбулось успішно і 12 жовтня він без втрат досягнув Йокосуки.